# مارتین آجمیان
مارتین آجمیان (اسپانیایی: Martín Adjemián‎؛ ۱۲ دسامبر ۱۹۳۲ – ۳ ژانویهٔ ۲۰۰۶) یک بازیگر سینما و تلویزیون ارمنی‌تبار اهل آرژانتین بود. وی بین سال‌های ۱۹۶۸ تا ۲۰۰۸ میلادی فعالیت می‌کرد.

## زندگی‌نامه
وی در ۱۲ دسامبر ۱۹۳۲ در بوئنوس آیرس به دنیا آمد. وی در ۳ ژانویهٔ ۲۰۰۶ در سن ۷۳ سالگی در بوئنوس آیرس به علت ابتلا به بیماری سرطان درگذشت.

## گزیده فیلمشناسی
از فیلم‌ها یا برنامه‌های تلویزیونی که وی در آن نقش داشته‌است می‌توان به موبیوس، مرداب، و ارث اشاره کرد.